# Chateaugay (Nueva York)
Chateaugay es un pueblo ubicado en el condado de Franklin en el estado estadounidense de Nueva York. En el año 2000 tenía una población de 2.036 habitantes y una densidad poblacional de 15,8 personas por km².

## Geografía
Chateaugay se encuentra ubicado en las coordenadas 44°55′21″N 74°04′27″O / 44.92250, -74.07417.

## Demografía
Según la Oficina del Censo en 2000 los ingresos medios por hogar en la localidad eran de $32.609, y los ingresos medios por familia eran $37.639. Los hombres tenían unos ingresos medios de $29.716 frente a los $21.125 para las mujeres. La renta per cápita para la localidad era de $15.541. Alrededor del 12,3% de la población estaban por debajo del umbral de pobreza.